# Mexikói Osztrák Önkéntes Csapat

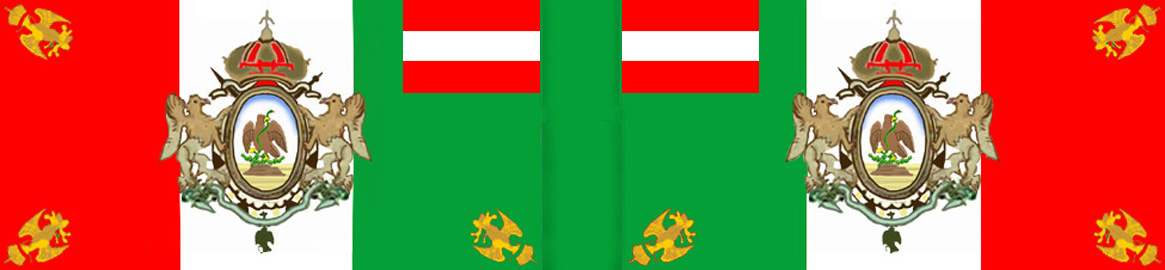
A Habsburg Birodalom mexikói önkénteseinek zászlaja.

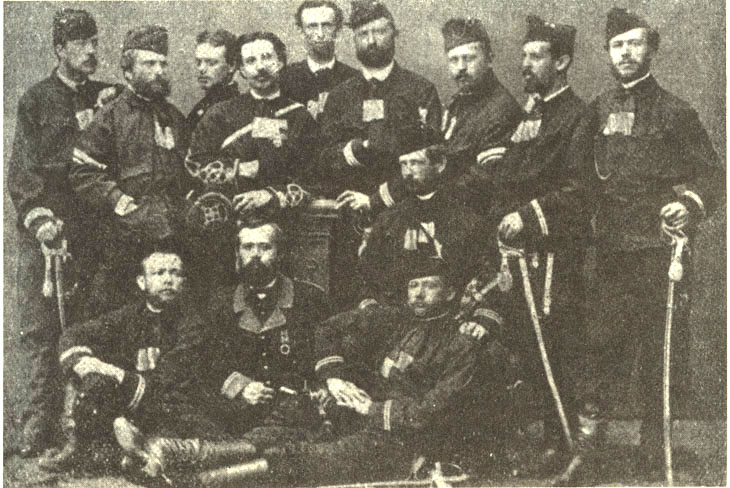
Az osztrák önkéntesek fotója.

A Mexikói Osztrák Önkéntes Csapat a neve annak a Habsburg Birodalomból származó katonai alakulatnak, amely 1864-ben Habsburg Miksa szolgálatába szegődött, akit a franciák tettek meg Mexikó császárjának. A csapatot jelentékeny számban alkották magyarok is.
Miksa a mexikói trón elfoglalására külön felhívást kapott a mexikói konzervatívoktól, akik szemben álltak Benito Juárez elnökkel és külön III. Napóleon francia császártól is érkezett egy felkérés. Miksa többek unszolására elfogadta az ajánlatot, de igyekezett elkerülni azt, hogy közönséges báb legyen. Mexikót a franciák spanyol és brit közreműködéssel megszállták 1863-ban, lényegében tehát Miksa hatalma a francia katonai támogatástól függött. Az újonnan létrejött Mexikói Császárságnak volt ugyan saját hadereje is, de ezt is a francia hadsereg vezérkara irányította és a francia megszállás költségét a monarchiának kellett fedeznie.
Miksa saját hatalmának megalapozására létrehozott egy hazai önkéntesekből álló csapatot. A katonák toborzását a csehországi gróf Franz von Thun-Hohenstein tábornok végezte, aki az 1848-as forradalmak idején Joseph Wenzel Radetzky tábornok alatt szolgált. Miksa felesége Sarolta belga hercegnő révén a belga hadsereg tisztjei megalakítottak még egy 1500 fős katonai alakulatot, a Belga Légiót is és egy félezer fős egyiptomi-szudáni kontingenssel is számolhatott az újdonsült császár.
Az egység hivatalosan 1864. április 1-jén alakult meg és augusztus 20-án Ferenc József császár beleegyezésével csatlakozott a mexikói császári hadsereghez. Az osztrák önkéntesek csapata zömében osztrák-németekből állt, körülbelül 6812 főből. Miksa kedvelte a magyarokat, ezért az expedícióhoz 1047 magyar is csatlakozott, sokuk akadémiát végzett tiszt volt. Miksával tartott Mexikóba 472 lengyel, akik a Habsburg Birodalom Galícia nevű tartományából származtak. Akadtak ezenkívül más nemzetiségűek is a birodalom lakosságából, így csehek, olaszok, illetve délszlávok. A magyarok fontos szerepét a mexikói expedícióban jól mutatja, hogy Miksa többeket fontos pozíciókba állított és Mexikóváros több helyén is magyar tisztek parancsnokoltak. Az önkéntesek a császár testőrségét is alkották, s a testőrparancsnok is magyar volt Pawlowsky Ede személyében.
A német nemzetiségűek alkották főként a gyalogságot, a magyarok pedig elsősorban lovas huszárokként szolgáltak Mexikóban. A gyalogosok gyalogsági, könnyűgyalogsági és hegyivadász osztagokra tagolódtak. Az önkéntesek kis létszámú tüzérségi ütegek felett is rendelkeztek, ahol a tüzérek kizárólag osztrákok voltak.
Miksa azonban képtelen volt önálló haderőt szervezni, erre megfelelő anyagi keret nem állt rendelkezésre, továbbá Mexikóban is olyan kaotikus állapotok uralkodtak egész végig, hogy saját önállósága megteremtésére a császár nem gondolhatott, így az önkéntes csapatok nem sokat nyomtak a latban. Csak is a franciák tarthatták fenn a Mexikói Császárságot, amelynek helyzete az idő múlásával reménytelenné vált.
Ráadásul a Habsburg Birodalom alakulata nem remekelt annyira, mint mondjuk a Belga Légió, habár Miksa számos katonája tett motiváltságáról és áldozatkész magatartásáról tanúbizonyságot. A belga és az osztrák alakulat egymástól külön-külön folytatott hadműveleteket, noha hivatalosan egy hadseregcsoporthoz, a Mexikói Császárság Osztrák-Belga Önkéntes Csapatá-hoz tartoztak. A belgákat ugyan a mexikóiak megverték Tacámbaro mellett 1865-ben és egyik főtisztjük hősi halált halt, de a belga katonák Alfred van der Smissen alatt így is hősiesen helyt álltak.
Akárcsak a Belga Légió jelenléte Mexikóban Belgium kvázi háborús részvételét jelentette, úgy az osztrák önkéntesek a Habsburg Birodalom beavatkozását jelentették. Az Amerikai Egyesült Államok 1866. május 6-án hivatalosan is tiltakozott csapatai jelenléte miatt. Még ebben a hónapban a franciák megkezdték a kivonulást az országból és a köztársaságiak vereséget mértek júliusban a demoralizálódott császári csapatokra. A Miksa oldalán harcoló mexikóiak tömegével álltak át a köztársaságiak oldalára. Az év végére már hivatalosan feloszlatták az önkéntes légiókat, de bizonyos katonák, köztük jó néhány magyar végig hű maradt Miksához. Az egykori önkéntes csapat több mint fele 4648 ember tartott még ki Miksa bukott ügye mellett. 3500-an hazatértek Európába, köztük az önkéntesek főparancsnoka von Thun-Hohenstein gróf is.
1867. május 15-én a köztársaságiak elfoglalták Miksa fő támaszpontját, Querétarót, ahol elfogták a megmaradt osztrák és magyar katonákat is. Miksa kivégzését inasa, Tüdős József huszártizedes és orvosa, Dr. Szenger Ede is végignézték.
A mexikói háborúban a Habsburg Birodalom önkéntesei közül 455 ember halt meg, közülük 177 magyar volt.

## Külső hivatkozások
- The Austrian Volunteer Corps in Mexico (gisby.info)
- A mexikói császártragédia vége (National Geographic)
- The Mexican Adventure (austro-hungarian-army.co.uk) Archiválva 2017. október 10-i dátummal a Wayback Machine-ben